# Tridimeris tuxtlensis
Tridimeris tuxtlensis là loài thực vật có hoa thuộc họ Na. Loài này được G.E. Schatz miêu tả khoa học đầu tiên.